# Almacelles
Almacelles (em catalão e oficialmente) ou Almacellas (em castelhano) é um município da Espanha na comarca de Segrià, província de Lérida, comunidade autónoma da Catalunha. Tem 49 km² de área e em 2021 tinha 6 875 habitantes (densidade: 140,3 hab./km²).

## Demografia
| Variação demográfica do município entre 1991 e 2004 [carece de fontes?] | Variação demográfica do município entre 1991 e 2004 [carece de fontes?] | Variação demográfica do município entre 1991 e 2004 [carece de fontes?] | Variação demográfica do município entre 1991 e 2004 [carece de fontes?] |
| ----------------------------------------------------------------------- | ----------------------------------------------------------------------- | ----------------------------------------------------------------------- | ----------------------------------------------------------------------- |
| 1991                                                                    | 1996                                                                    | 2001                                                                    | 2004                                                                    |
| 5496                                                                    | 5475                                                                    | 5623                                                                    | 5819                                                                    |